# Lago Grosser Alp
El lago Grosser Alp (en alemán: Großer Alpsee) es un lago situado en la región administrativa de Suabia, en el estado de Baviera (Alemania), a una elevación de 724 metros; tiene un área de 247 hectáreas. 